# Istanbul Cup 2007
L'Istanbul Cup 2007 è stato un torneo di tennis giocato sul cemento.
È stata la 3ª edizione dell'Istanbul Cup, che fa parte della categoria Tier III nell'ambito del WTA Tour 2007.
Si è giocato a Istanbul in Turchia, dal 19 al 26 maggio 2007.

## Campioni

### Singolare
Elena Dement'eva ha battuto in finale  Aravane Rezaï con il punteggio di 7–5(5), 3-0 ritiro

### Doppio
Agnieszka Radwańska /  Urszula Radwańska hanno battuto in finale  Chan Yung-jan /  Sania Mirza con il punteggio di 6–1, 6–3